# Serge Dassault
Serge Dassault (Paris, 4 de abril de 1925 – Paris, 28 de maio de 2018) foi um empresário francês e político conservador, ocupando uma posição no senado francês. De acordo com a Forbes foi a 56º pessoa mais rica do mundo.
Era filho de Marcel Dassault, de quem herdou o Grupo Dassault, cujo CEO é Charles Edelstenne. Também foi dono do histórico de clube de futebol FC Nantes Atlantique antes desse descer para a segunda liga, quebrando assim uma presença recorde de 44 anos ao mais alto nível.
Foi condenado em 1998 por corrupção ativa pelo Supremo da Bélgica, no "Escândalo Agusta", empresa italiana de helicópteros militares. A Agusta e Serge Dassault foram condenados por subornar dirigentes socialistas. 